# Dans in de Moulin Rouge
La Danse au Moulin Rouge (Nederlands: Dans in de Moulin Rouge) is een schilderij van de Franse kunstschilder Henri de Toulouse-Lautrec, gemaakt in 1890, olieverf op doek, 115,5 × 150 centimeter groot. Het toont een tafereel met een cancan-danseres in het cabaret de Moulin Rouge te Montmartre, geschilderd in een postimpressionistische stijl. Het werk bevindt zich thans in de collectie van het Philadelphia Museum of Art.

## Context

#### Moulin Rouge
Het cabaret de Moulin Rouge werd in 1889 geopend en moest de concurrentie aangaan met het nabijgelegen Élysée Montmartre. Er werd, hetgeen relatief nieuw was voor die tijd, veel geïnvesteerd in het creëren van een gerieflijke sfeer en in reclame. Ook Lautrec zou diverse posters ontwerpen voor de spectaculaire attracties die er werden georganiseerd. Dans in de Moulin Rouge werd kort na de vervaardiging om publicitaire redenen aangekocht door de eigenaars van het cabaret, Charles Zidler en Joseph Oller, die het van 1890 tot 1893 boven de centrale bar van het etablissement hingen, naast een ander werk van Lautrec: In het circus Fernando: paardrijdster.

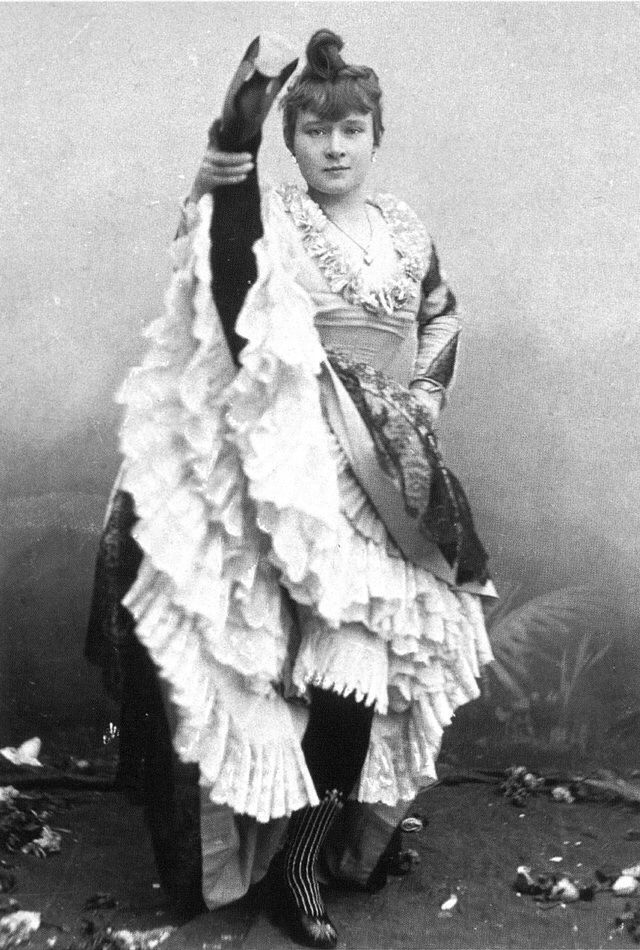
La Goulue

#### La Goulue
Centraal op de dansvloer, met de rode kousen, is de populaire danseres Louise Weber (1870-1929) afgebeeld terwijl ze de cancan danst. Weber had de bijnaam "La Goulue" (de gulzige) omdat ze altijd een onstilbare honger had. Ze werd op zestienjarige leeftijd door de kunstenaar Zacharie Astruc geïntroduceerd bij het Circus Fernando, waar ze optrad als danseres. Later zou ze ook optreden in La Moulin de la Galette, waar Lautrec haar leerde kennen. Al snel zou hij haar ook gebruiken als model.
La Goulue stond bekend als enigszins ordinair. Ze maakte naam door haar optreden waarbij ze – hetgeen Lautrec afbeeldt – op één been een dermate grote draai kon maken dat haar rok, met daaronder rode of zwarte zijden kousen, hoog opwervelde; vervolgens bukte ze en duwde haar achterwerk naar achteren met ondergoed waarop een rood hart was geborduurd. Rechtop staand kon ze één been zo hoog optillen dat het in één lijn stond met haar lichaam. Rond 1890 trokken haar optredens veel publiek en verdiende ze een tijd lang goed geld. Na 1895 taande haar succes echter snel en moest ze de kost verdienen met baantjes als bloemenverkoopster, worstelaarster en dierentemster in het Circus Juilano en portier in een bordeel. Ze stierf in 1929, nog geen 60 jaar oud, verbitterd en vergeten, als alcoholiste.

#### Vrienden van Lautrec
Op Dans in de Moulin Rouge zijn behalve La Goulette ook tal van andere bekenden van Lautrec te zien. Links van La Goulue staat haar danspartner Valentin-le-Désossé, zo genoemd vanwege zijn enorme lenigheid. Op de achtergrond, aan de bar, staat de witgebaarde Ierse dichter William Butler Yeats. Tussen La Goulue en de dominante doch verder onbekende in het roze geklede vrouw op de voorgrond, zien we, met hoge hoeden getooid, de illustrator Verney en de fotografen Guilbert en Sescau. Ook aanwezig zijn de kunstschilders Marcellin Desboutin en Francois Gauzi. Zij allen waren vrienden van Lautrec. Een beetje links achteraan zien we ook nog een dansende Jane Avril, in haar zwarte cape, die verantwoordelijk was voor de organisatie van de het dansen in de gelegenheid en op het moment van schilderen net een relatie met Lautrec was begonnen.

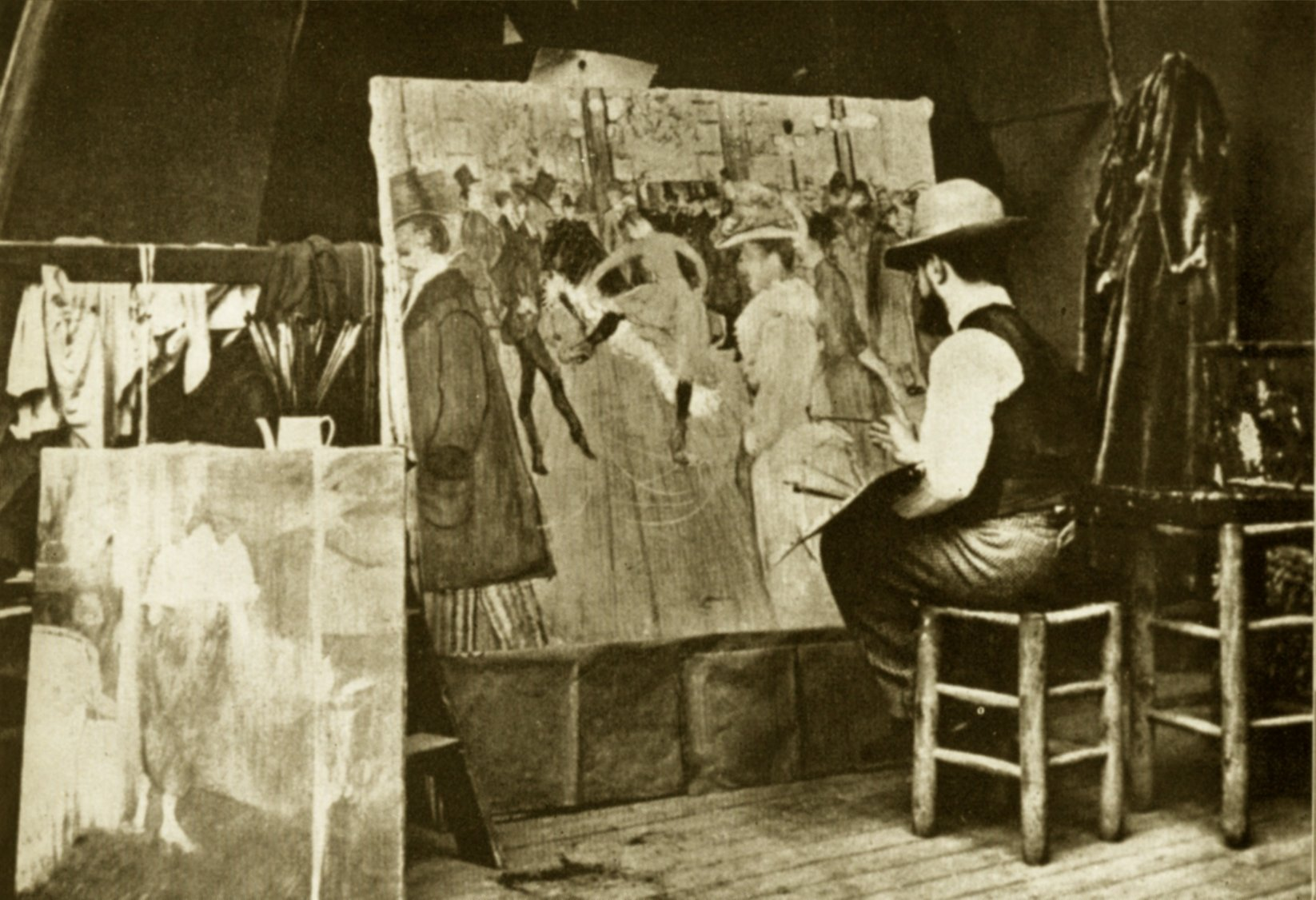
Lautrec schildert Dans in de Moulin Rouge.

## Compositie
Het meest vernieuwende in het werk van Lautrec is de grote compositorische vrijheid en de ogenschijnlijke directheid van het schilderen, waar deze in werkelijkheid uitermate doordacht is. In Dans in de Moulin Rouge blijkt dat met name uit het geraffineerde spel van complementaire kleuren en het weloverwogen evenwicht tussen de figuren, waarvan de positie zodanig is dat ze de dieptewerking moet versterken. Het werk is in dat opzicht duidelijk meer uitgewerkt dan zijn eerdere In de Moulin de la Galette. Lautrec nodigt de kijker als het ware uit om het schilderij binnen te treden, zich bij de toeschouwers te voegen en mee als omlijsting te fungeren van de afgebeelde scène uit het nachtleven, samen met de boemelende toeschouwers.
Lautrec was een frequent bezoeker van de Moulin Rouge en had er zelfs een vaste tafel. Daar zat hij vaak te praten met zijn vrienden, maar tegelijkertijd was het voor hem een soort van geïmproviseerde studio. Zijn tafel stond op een uitgelezen plaats van waaruit hij alles in de zaal goed kon bekijken en vanuit een gewenst perspectief in beeld kon brengen.

## Ontvangst
Lautrec exposeerde zijn Dans in de Moulin Rouge voor het eerst in de Salon des Indépendants van 1890. Het onderwerp en de onverbloemde weergave van het nachtleven in Parijs gaf aanleiding tot veel negatieve kritiek in de toenmalige pers: "Onstuimige furies die met opgeheven rokken ronddraaien voor een paar perverse mannetjes uit de buitenwijken", stond te lezen. De gelegenheid werd meteen ook aangegrepen om te ageren tegen de toenmalige populariteit van de cancan, die werd neergezet als een erotische voorstelling. Uiteindelijk leidde de ophef alleen maar tot een verhoging van de nieuwsgierigheid bij het burgerlijke publiek en een toename van de populariteit van de nachtclubs in Montmartre.

## Galerij

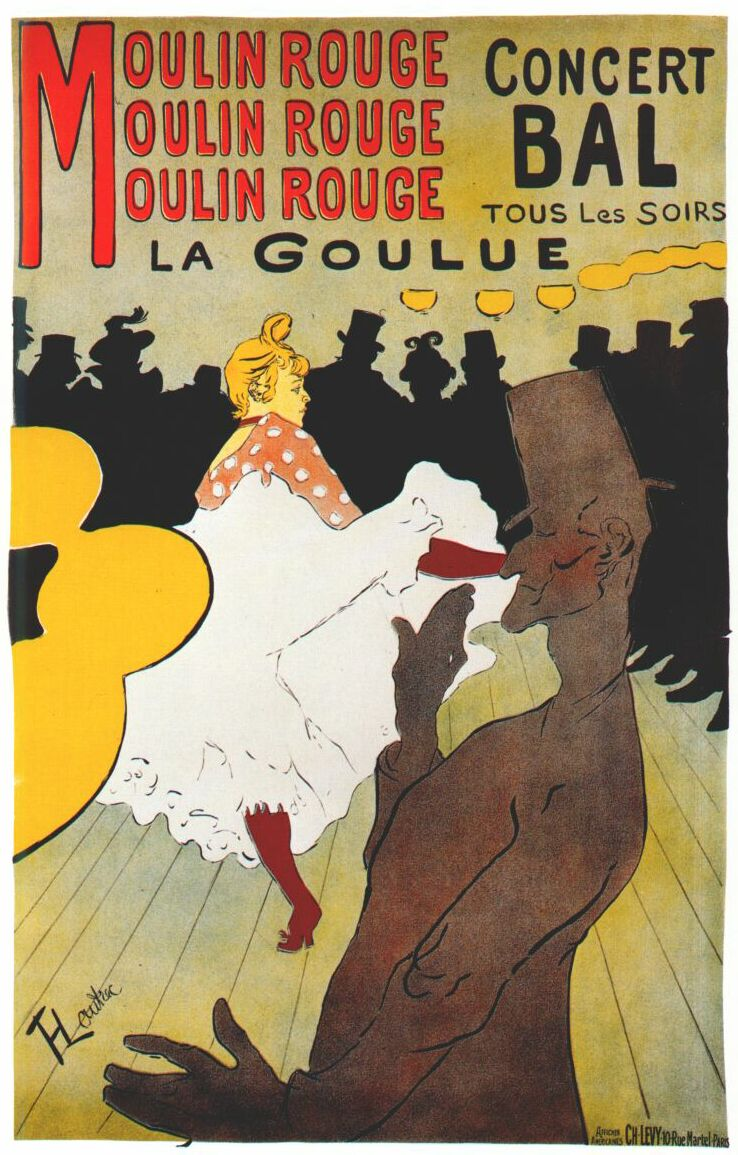
Poster door Lautrec voor een optreden van La Goulue, 1891
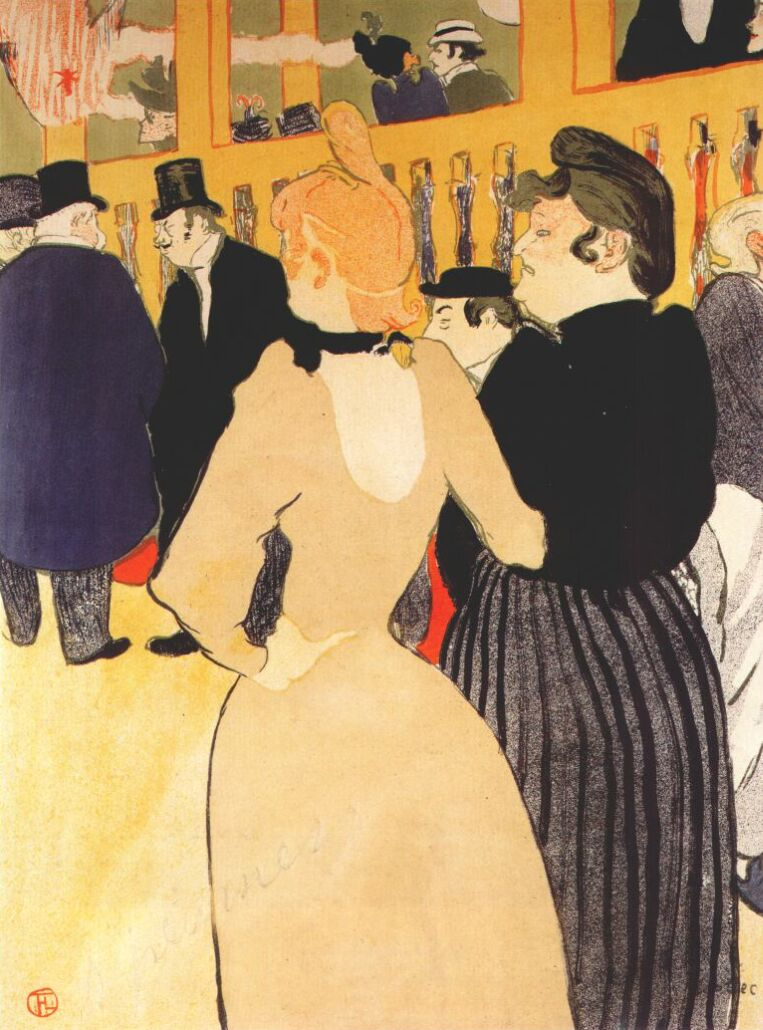
La Golue en Mome Fromage, 1892
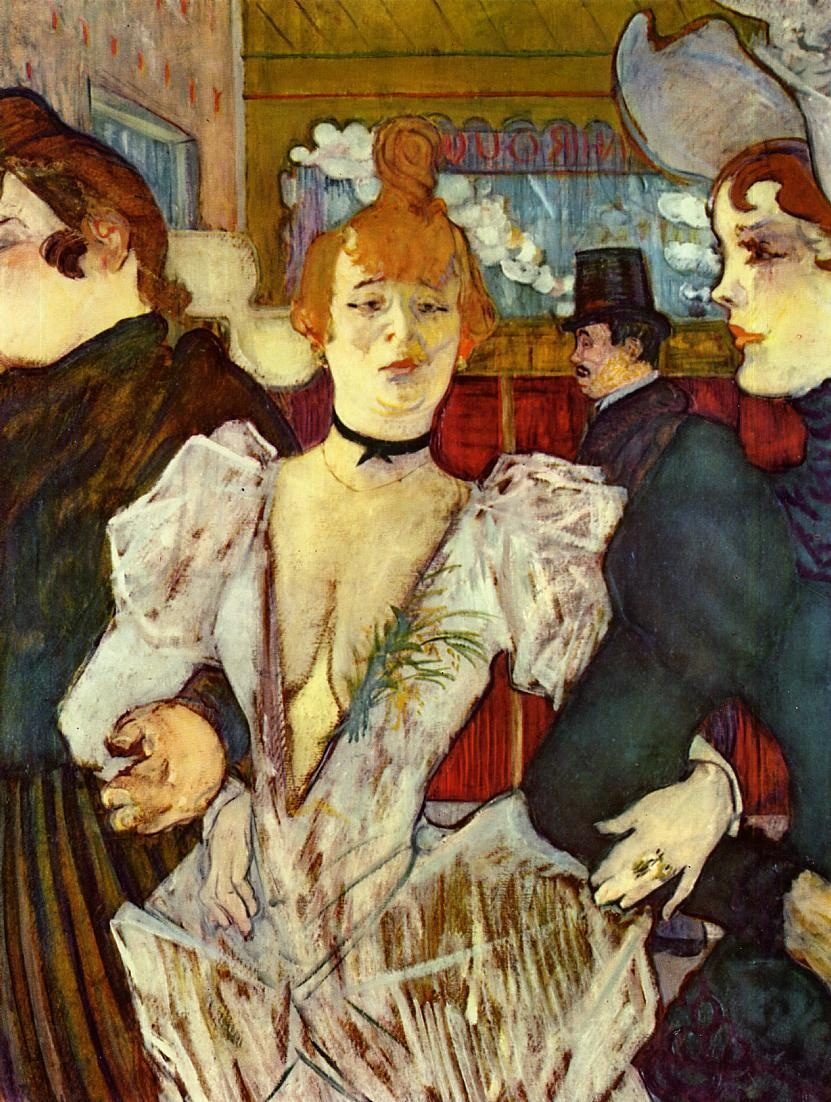
La Goulue komt de Moulin Rouge binnen, 1892
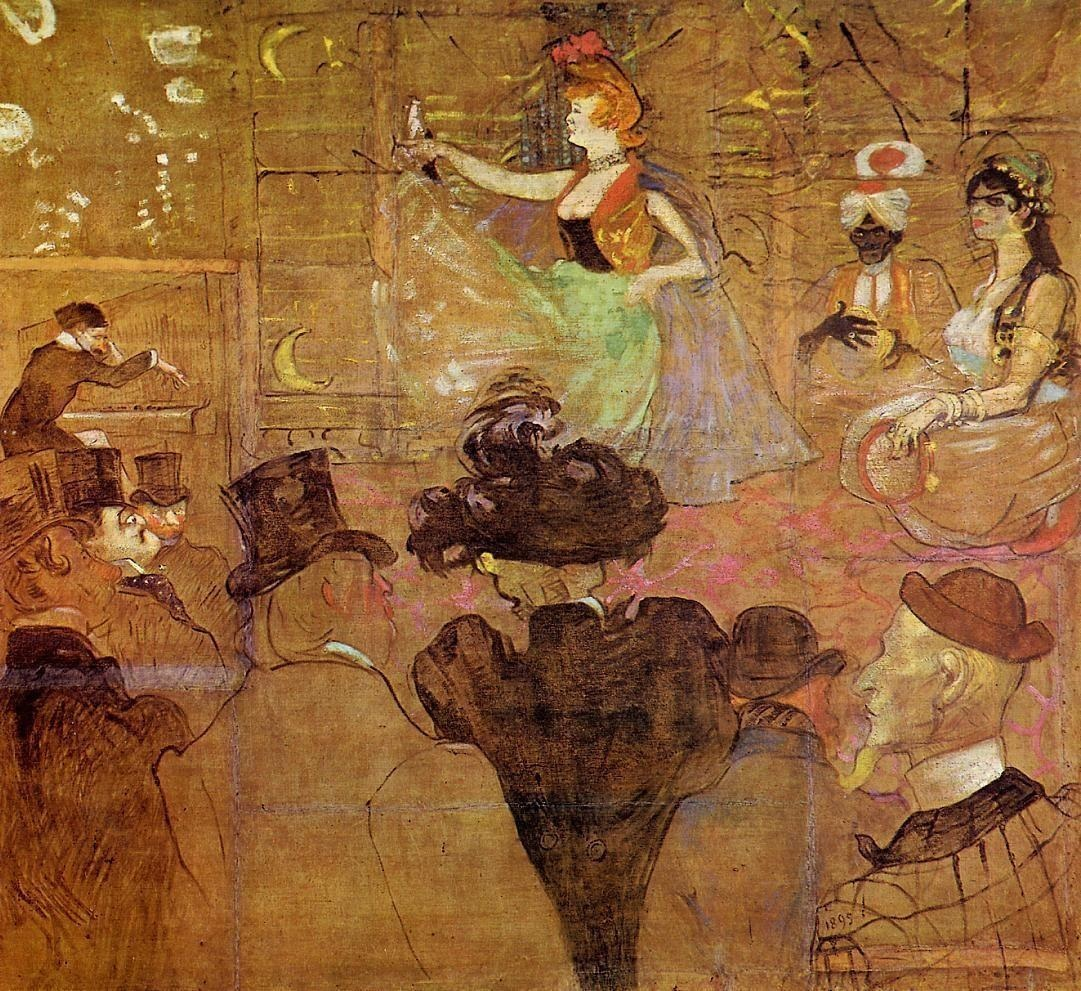
Moorse dans (La Goulue), 1895
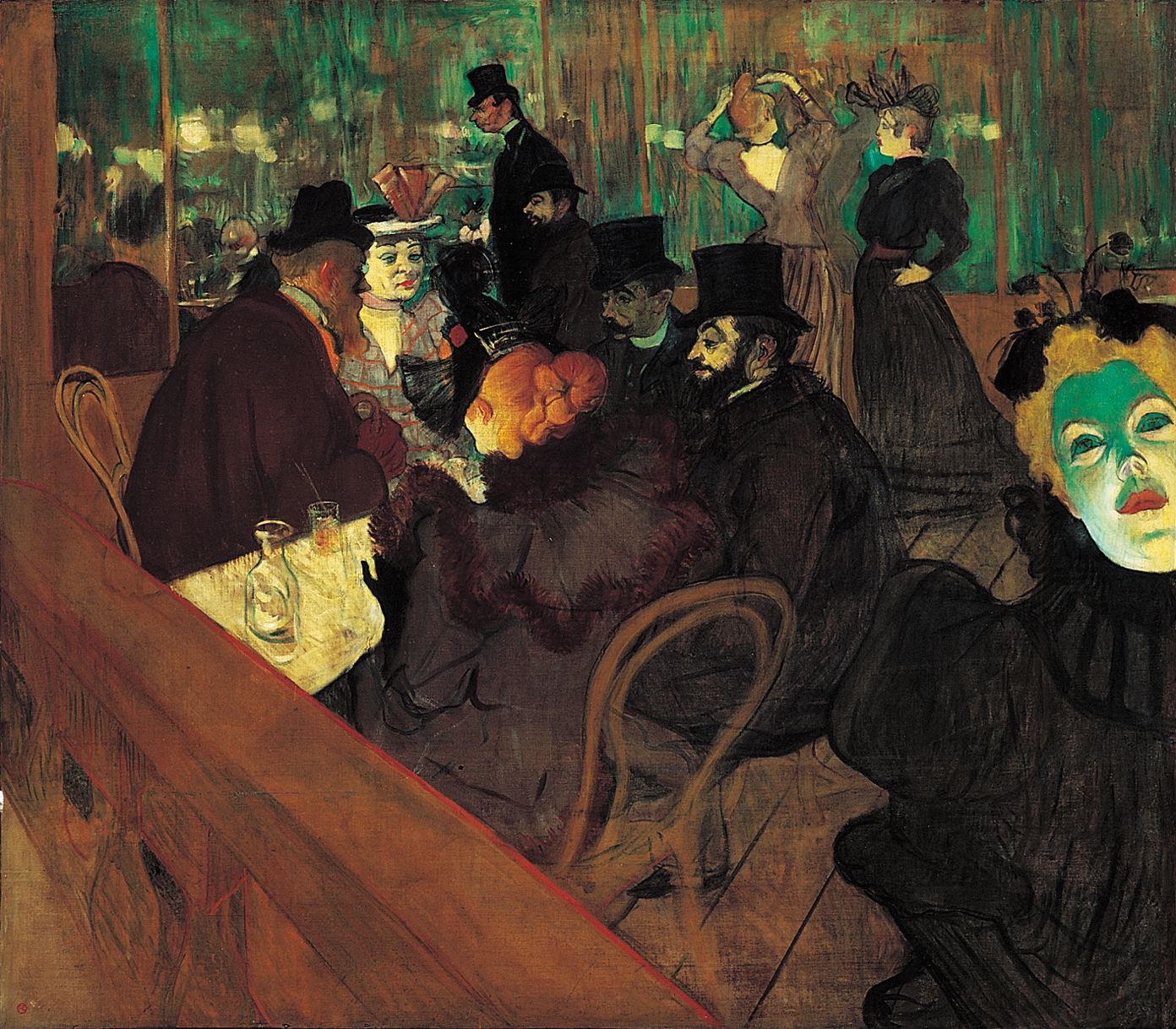
In de Moulin Rouge, op de achtergrond: La Goulue, 1892
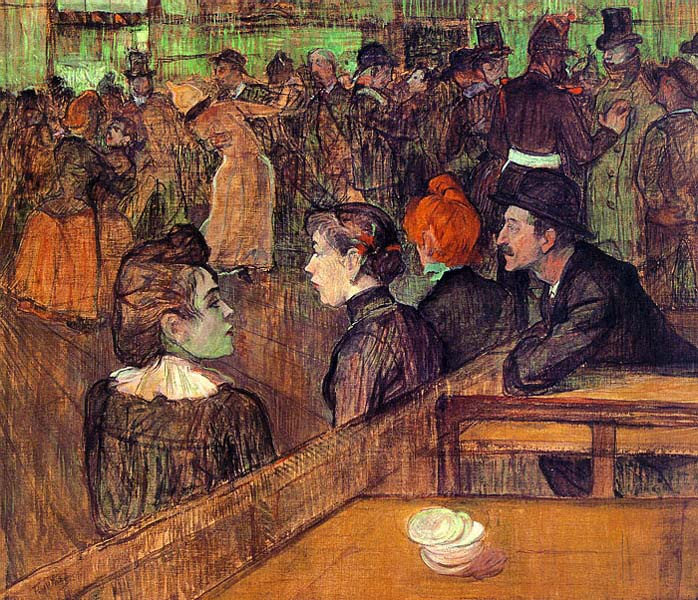
In de Moulin de la Galette, 1889